# Edmund I. Veličanstveni
Edmund I. Veličanstveni ili Uzvišeni (staroengleski: Ēadmund) (?, 920./21. – Pucklechurch, Gloucestershire, Engleska, 26. svibnja 946.), engleski kralj od 939. do svoje smrti, 946. godine; iz dinastije Wessex. Nosio je nadimke "Stariji" (Elder), "Izvršitelj Djela" (Deed-doer), "Pravedni" (the Just) i "Veličanstveni" (Magnificent).
Naslijedio je prijestolje od polubrata po ocu Edvardu I. Starijem, Ethelstana godine 939. Vojno povratio krajeve u sjevernoj Engleskoj koje je nakon Ethelstanove smrti zauzeo vikinški kralj Dublina Olaf III. Guthfrithson. Sklopio savez sa škotskim kraljem Malcolmom I. (943. – 954.).
Edmunda je ubio neki lopov Leofa koji je bio u izgonu godine 946. Na Edmundovo mjesto je došao brat Edred.
Osim brata Edreda, imao je polubrata Ethelstana, polusestru Edgivu, Editu te još nekoliko braće i sestara koje nisu poživjeli dalje od djetinjstva. 
Bio je jednim od engleskih kraljeva koji se krunio na krunidbenom kamenu iz Kingstona.

## Vanjske poveznice
- Edmund I. – Hrvatska enciklopedija
- Edmund I., kralj Engleske – Britannica Online (engl.)

| Prethodnik:                   | Kralj Engleske (939. – 946.) | Nasljednik:         |
| Ethelstan Sjajni (924. – 939. | Kralj Engleske (939. – 946.) | Edred (946. – 955.) |